# كريس هاربر (دراج)
كريس هاربر (بالإنجليزية: Chris Harper)‏ (و. 1994  م) هو راكب دراجة هوائية أسترالي.

## سباقات أو مراحل فاز بها
| التاريخ        | السباق                                                       | المركز                                                 |
| -------------- | ------------------------------------------------------------ | ------------------------------------------------------ |
| 15 فبراير 2016 | سباق الطريق تحت 23 في بطولة أوقيانوسيا 2016                  | المركز الثاني                                          |
| 01 مارس 2017   | طواف لانكاوي 2017                                            | السادس في التصنيف العام                                |
| 01 يناير 2018  | طواف أوقيانوسيا للدراجات 2018                                | الفائز في التصنيف العام                                |
| 07 يناير 2018  | بطولة أستراليا لسباق الطريق 2018                             | المركز الثالث                                          |
| 21 يناير 2018  | طواف نيوزيلندا الكلاسيكي 2018                                | السابع في التصنيف العام                                |
| 04 فبراير 2018 | طواف هيرالد صن 2018                                          | السادس في التصنيف العام                                |
| 25 مارس 2018   | 2018 Oceania Road Cycling Championships Men RR               | الفائز في التصنيف العام                                |
| 27 مايو 2018   | طواف اليابان 2018                                            | الفائز في ترتيب النقاط للشباب                          |
| 06 يناير 2019  | بطولة أستراليا لسباق الطريق 2019                             | المركز الثاني                                          |
| 03 فبراير 2019 | طواف هيرالد صن 2019                                          | الرابع في التصنيف العام                                |
| 17 مارس 2019   | 2019 Oceania Road Cycling Championships Men RR               | المركز الثالث                                          |
| 26 مايو 2019   | طواف اليابان 2019                                            | الفائز في التصنيف العام، الفائز في ترتيب النقاط للشباب |
| 23 يونيو 2019  | طواف باي دو سافوا 2019                                       | الفائز في التصنيف العام                                |
| 08 يناير 2020  | سباق الطريق ضد الساعة للرجال في بطولة أستراليا 2020          | المركز الثالث                                          |
| 04 يناير 2024  | 2024 Australia National Road Cycling Championships - Men ITT | المركز الثاني                                          |
| 07 يناير 2024  | 2024 Australia National Road Cycling Championships - Men RR  | المركز الثاني                                          |

## روابط خارجية
- كريس هاربر على موقع الاتحاد الدولي للدراجات (الإنجليزية)
- كريس هاربر على موقع أرشيف الدراجات (الإنجليزية)
- كريس هاربر على موقع إحصائيات الدراجات الإحترافية (الإنجليزية)
- كريس هاربر على موقع نسبة الدراجات (الإنجليزية)
- كريس هاربر على موقع CycleBase (الإنجليزية)